# Triphenylbismutan
Triphenylbismutan ist eine metallorganische Verbindung des Bismuts, welches als Reagenz in der organischen Synthese angewendet wird. Es ist hinsichtlich der Molmasse die schwerste und letzte bekannte Triphenylverbindung in der Stickstoffgruppe des Periodensystems mit den weiteren Vertretern Triphenylamin, Triphenylphosphin, Triphenylarsin und Triphenylstibin. Bei schwereren Elementen in der Stickstoffgruppe sind mit dem Pentaphenylarsoran, dem Pentaphenylstiboran und dem Pentaphenylbismoran auch fünffach substituierte Vertreter bekannt.

## Gewinnung und Darstellung
Die Synthese von Triphenylbismutan erfolgt durch die Umsetzung von Bismut(III)-chlorid mit Phenylmagnesiumbromid in einem etherischen Lösungsmittel.
Analog gelingt die Synthese auch mit der Verwendung von Phenyllithium.

## Eigenschaften

### Physikalische Eigenschaften
Triphenylbismutan ist ein weißer kristalliner Feststoff, der bei 77,6 °C schmilzt. Wichtige thermodynamische Daten sind:
- die Wärmekapazität bei 25 °C mit 330,2 J·mol−1·K−1 bzw. 0,75 J·g−1·K−1.[3]
- die molare Verbrennungsenthalpie des Feststoffes mit −10003,5 kJ·mol−1 für die Reaktion[3]

{\displaystyle {\ce {C18H15Bi(c) + 22,5O2(g) -> 0,5Bi2O3(c) + 18CO2(g) + 7,5H2O(l)}}}
- die molare Sublimationsenthalpie mit 110,9 kJ·mol−1[3] sowie
- die molare Bildungsenthalpie des Feststoffs mit 489,7 kJ·mol−1.[3]
- die molare Bildungsenthalpie für die Gasphase mit 600,6 kJ·mol−1.[3]

### Chemische Eigenschaften
Triphenylbismutan ist gegenüber dem pyrophoren Trimethylbismutan luftbeständig und hydrolysestabil. Eine Oxidation zur entsprechenden Bismutoxyverbindung Ph3Bi=O erfordert starke Oxidationsmittel wie Kaliumpermanganat oder Wasserstoffperoxid.
Mit Chloriden reagiert es unter Bildung von Diphenylbismutchlorid und Phenylmetallchloriden.
{\displaystyle {\ce {(C6H5)3Bi + MCl3 -> (C6H5)2BiCl + C6H5MCl2}}} {\displaystyle {\ce {M=Bi,Sb,As,Sb,P,Tl}}}
{\displaystyle {\ce {(C6H5)3Bi + HgCl2 -> (C6H5)2BiCl + C6H5HgCl}}}
{\displaystyle {\ce {(C6H5)3Bi + HCl -> (C6H5)2BiCl + C6H6}}}
{\displaystyle {\ce {(C6H5)3Bi + Cl3CCOOH -> (C6H5)2BiOOCCCl3 + C6H6}}}
Mit Interhalogenverbindungen oder Halogen-Pseudohalogenverbindungen bildet sich Diphenylbismuthalogenid / -pseudohalogenid.
{\displaystyle {\ce {(C6H5)3Bi + ICl -> (C6H5)2BiCl + C6H5I}}}
{\displaystyle {\ce {(C6H5)3Bi + CNI -> (C6H5)2BiCN + C6H5I}}}
{\displaystyle {\ce {(C6H5)3Bi + CNBr -> (C6H5)2BiBr + C6H5CN}}}
{\displaystyle {\ce {(C6H5)3Bi + IBr -> (C6H5)2BiBr + C6H5I}}}
Eine oxidative Chlorierung mittels Sulfurylchlorid führt zur fünfwertigen Bismutverbindung Triphenylbismutdichlorid. Ein anschließender Halogenaustausch mit einem Grignardreagenz bzw. Phenylmagnesiumhalogenid ergibt das Pentaphenylbismoran, welches als violetter Feststoff isoliert werden kann.
{\displaystyle {\ce {(C6H5)3Bi + SO2Cl2 -> (C6H5)3BiCl2 + SO2}}}
{\displaystyle {\ce {(C6H5)3BiCl2 + 2(C6H5)MgX -> (C6H5)5Bi + 2MgXCl}}}
Triphenylbismutan und Pentaphenylbismoran ergeben über einen Phenylgruppentransfer das entsprechende Tetraphenylbismutoniumsalz.
{\displaystyle {\ce {(C6H5)3Bi + (C6H5)5Bi -> [(C6H5)4Bi]+[(C6H5)4Bi]-}}}

## Verwendung
In der organischen Synthese wird es als Reagenz für Glycolspaltungsreaktionen und zur Phenylierung von Alkoholen und Aminen verwendet. Photochemisch können Phenylradikalreaktionen induziert werden.